# 東恩納寛太
東恩納 寛太（ひがしおんな かんた、1992年11月26日 - ）は、ラグビーユニオン選手。

## 略歴
名護高校に入学しラグビーを始めた。卒業間近の2011年2月、高校日本代表に選ばれ、スコットランドとウェールズに遠征した。
2011年、帝京大学に進む。2012年、U20日本代表に選出され、IRBジュニアワールドラグビートロフィーで4試合出場した。
2015年、キヤノンイーグルス(現・横浜キヤノンイーグルス)に加入。同年11月15日に行われたジャパンラグビートップリーグ第1節の神戸製鋼コベルコスティーラーズ戦に先発出場で公式戦初出場を果たした。
2016年4月30日に行われた2016年アジアラグビーチャンピオンシップ第1戦韓国戦で途中出場で日本代表初キャップを獲得した。。
2023年、NECグリーンロケッツ東葛に加入。2025年、退団。